# Filipov (Jiříkov)
Filipov (německy Philippsdorf) je vesnice, část městečka Jiříkov v okrese Děčín v kopcích Šluknovské pahorkatiny. V roce 2011 zde trvale žilo 470 obyvatel.

## Poloha

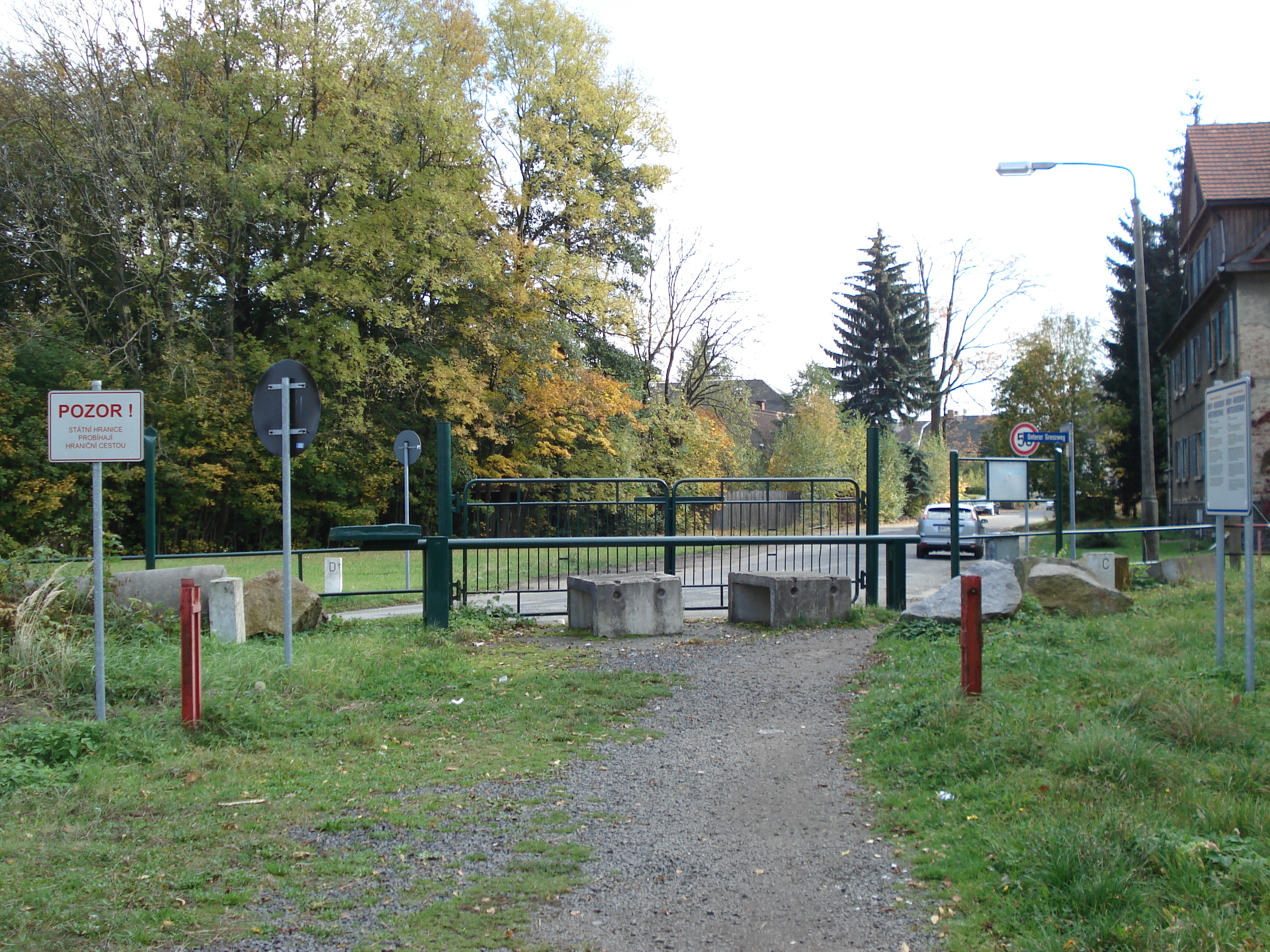
Pohled na filipovský hraniční přechod a německou stranu

Nachází se asi 2 km na jihovýchod od Jiříkova. Je zde evidováno 143 adres.
Filipov leží v katastrálním území Filipov u Jiříkova o rozloze 0,65 km².

## Historie

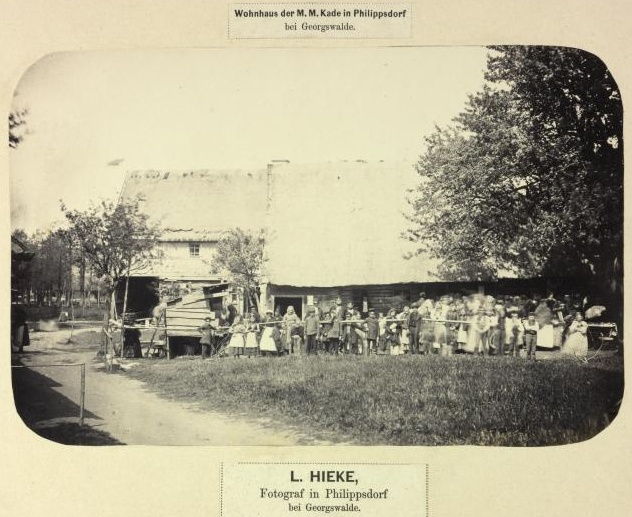
Dům Magdaleny Kadeové, svědkyně filipovského zjevení Panny Marie, fotografie z roku 1866

Osada byla založena roku 1540 jistým Filipem na pozemcích poplužního dvora Jiříkov (Georgswalde) a náležela k šluknovskému panství Ditrichštejnů. První písemná zmínka o obci pochází z roku 1713. V obci se roku 1866 stal takzvaný Filipovský zázrak, jediné zjevení Panny Marie v Čechách v 19. století, následované uzdravením dvou smrtelně nemocných žen a uznané římskokatolickou církví jako zázrak. V roce 1866 byla postavena kaple a do roku 1886 zbudován nový kostel. Do roku 1945 se obec nazývala Philippsdorf a byla osídlena občany německé národnosti až do jejich násilného odsunu.

## Obyvatelstvo
|                                                                        | 1869  | 1880  | 1890  | 1900  | 1910  | 1921  | 1930  | 1950 | 1961 | 1970 | 1980 | 1991 | 2001 | 2011 |
| ---------------------------------------------------------------------- | ----- | ----- | ----- | ----- | ----- | ----- | ----- | ---- | ---- | ---- | ---- | ---- | ---- | ---- |
| Obyvatelé                                                              | 1 021 | 1 149 | 1 395 | 1 952 | 2 260 | 1 970 | 2 108 | 594  | 598  | 533  | 296  | 459  | 447  | 470  |
| Domy                                                                   | 110   | 120   | 129   | 172   | 208   | 234   | 260   | 257  | .    | 127  | 68   | 164  | 123  | 127  |
| Počet domů z roku 1961 je zahrnut v domech místní části Starý Jiříkov. |       |       |       |       |       |       |       |      |      |      |      |      |      |      |

## Kultura, památky a turistika
- Poutní kostel Panny Marie, pomocnice křesťanů, byl postaven na místě kaple z roku 1866, a vysvěcen 11. října 1886; roku 1926 jej papež Pius IX. prohlásil za Baziliku minor. Jednolodní dvouvěžová bazilika monumentálních rozměrů je hodnotná novorománská stavba, Projektoval ji vídeňský architekt Franz Hutzler (1823-1882).[7] Vnitřní zařízení a vybavení je  uměleckořemeslně kvalitní, vytvořili je němečtí umělci, převážně ze Žitavy (sochy, vitráže, dřevořezby, dekorativní malba). Paradoxem je, že dosud nebyla zapsána do Státního seznamu nemovitých památek České republiky. Kostelem přímo za hlavním oltářem prochází historická česko-německá hranice. Kostel má vynikající akustiku a nově opravené původní mechanické varhany. Od roku 2008 se zde každoročně pořádá mezinárodní varhanní festival duchovní hudby.[8]

- Klášter redemptoristů, byl zřízen roku 1884 vedle baziliky po její jižní straně; dnes slouží jako Domov důchodců.
- Venkovská usedlost čp. 26
- Venkovská usedlost čp. 27
- Venkovská usedlost čp. 42[9]
- Zrušený hřbitov Filipov-Jiříkov – asi 1 km za obcí; založen 1920 (podle data nejstarší dochované náhrobní desky mědirytce Schmidta), zrušen roku 1945; většina náhrobních kamenů pobořených či odvezených; při západní zdi hrobka filipovských kněží (s křížem na náhrobní desce) a hrobka redemptoristů; pietní úpravu připravuje Schrödingerův institut.

K ubytování a občerstvení slouží hotel Waldstein a restaurace s penzionem Na Vyhlídce.